# Трамвай Саппоро
Трамвай Са́ппоро (яп. 札幌市電) — трамвайна мережа у місті Саппоро, Японія.

## Історія
Перший трамвай на кінній тязі з'явився на вулицях міста в 1909 році, електрифікація мережі була здійснена в 1918 році. Пік розвитку мережі прийшовся на 1950-ті роки, в ті часи у місті було 7 маршрутів загальною довжиною 25 км. В 1960-х роках через автомобілізацією населення та зменшенням пасажиропотоку почалася поступова ліквідація мережі, до початку 1970-х були закриті більшість маршрутів. В 1971 році у Саппоро було відкрито метрополітен, що також суттєво зменшило популярність трамвая серед містян. До 2015 року в місті діяло 3 маршрути трамвая, але наприкінці грудня того ж року була відкрита невелика з'єднувальна дільниця та був організований 1 кільцевий маршрут.

## Система
На початку 2019 року у місті працює єдиний кільцевий маршрут трамвая з 24 зупинками, які всі розташовані у районі Чюо. Поблизу 6 зупинок розташовані станції метрополітену. Середній інтервал руху становить 7—8 хвилин, у години пік інтервал зменшується до 3 хвилин.

## Рухомий склад
Мережу обслуговують 33 пасажирських трамваї 11 різних серій, та декілька спеціальних вагонів. Весь рухомий склад розміщується в єдиному у місті трамвайному депо.

## Галерея

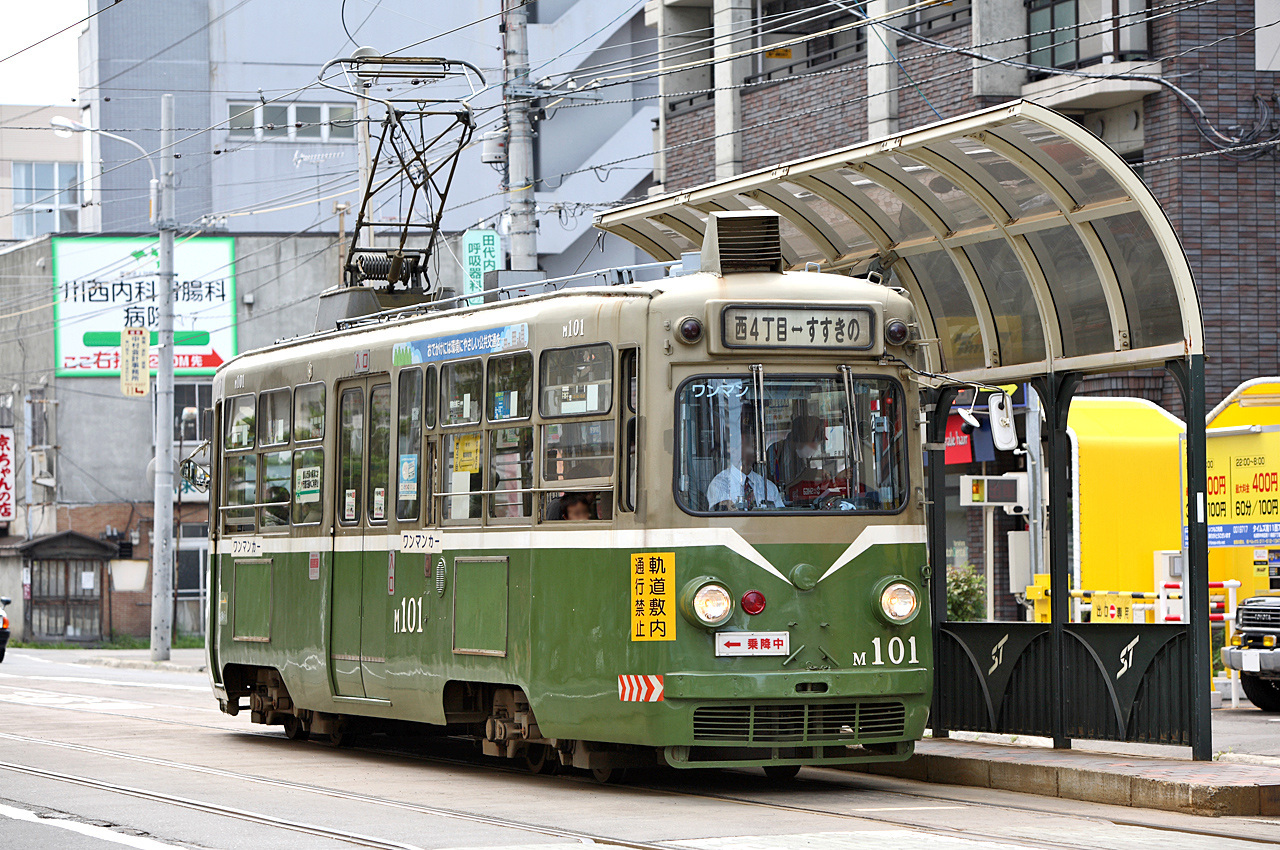
Трамвай серії M101
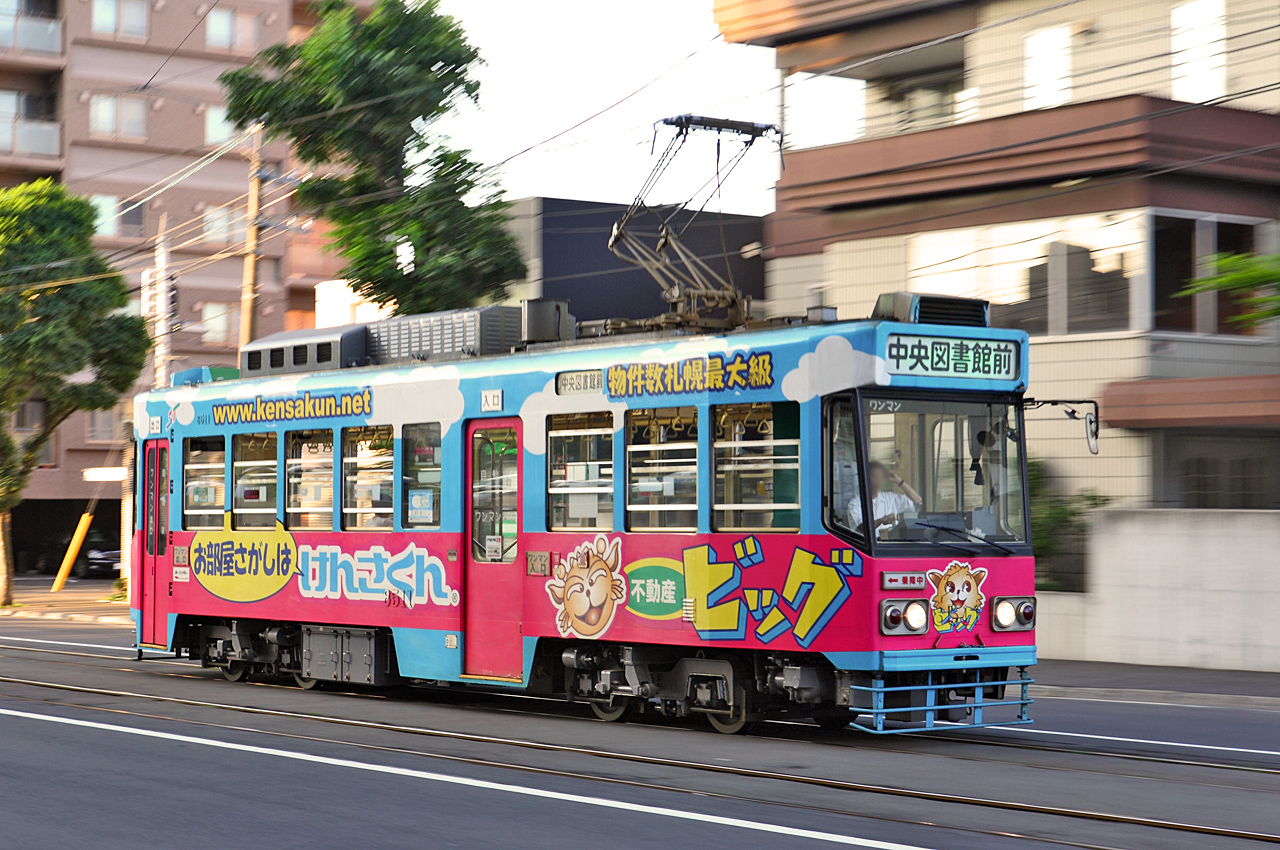
Трамвай серії 8510 (1987 року випуску)
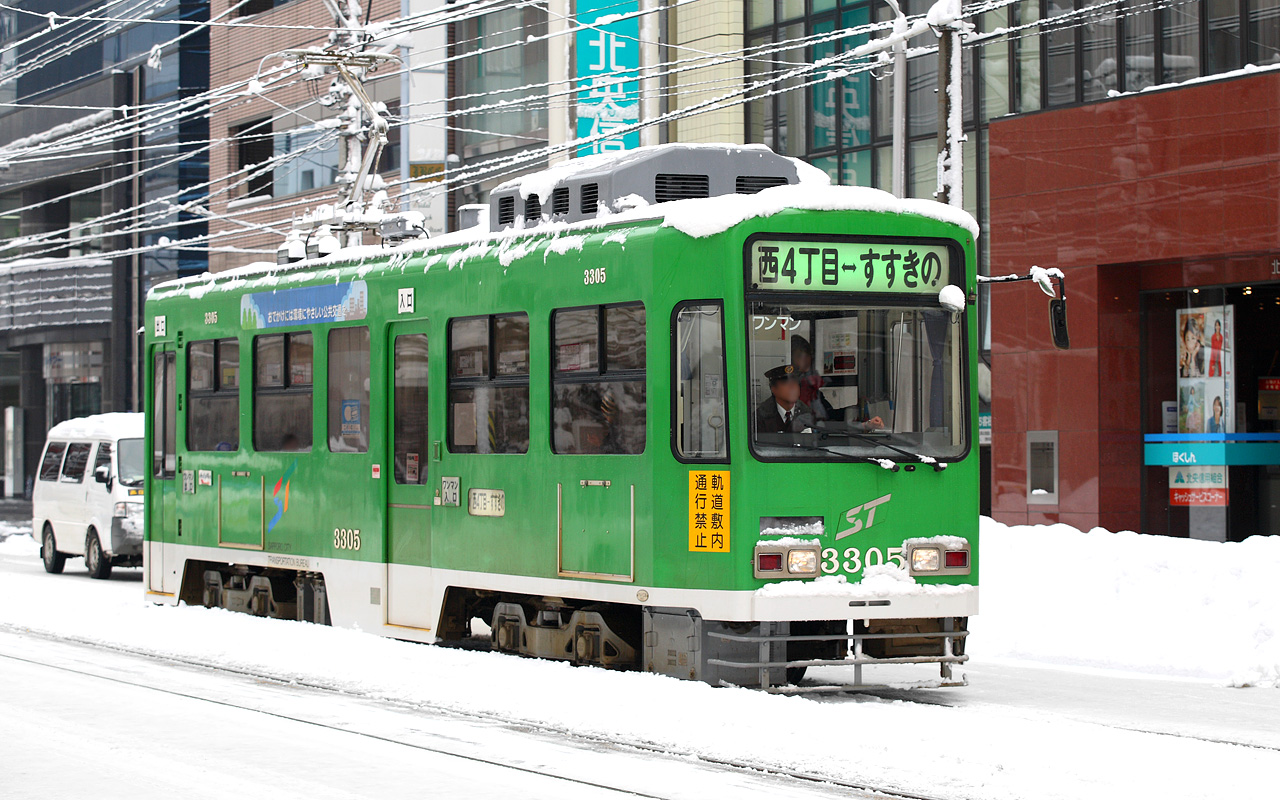
Трамвай серії 3300 (2001 року випуску)
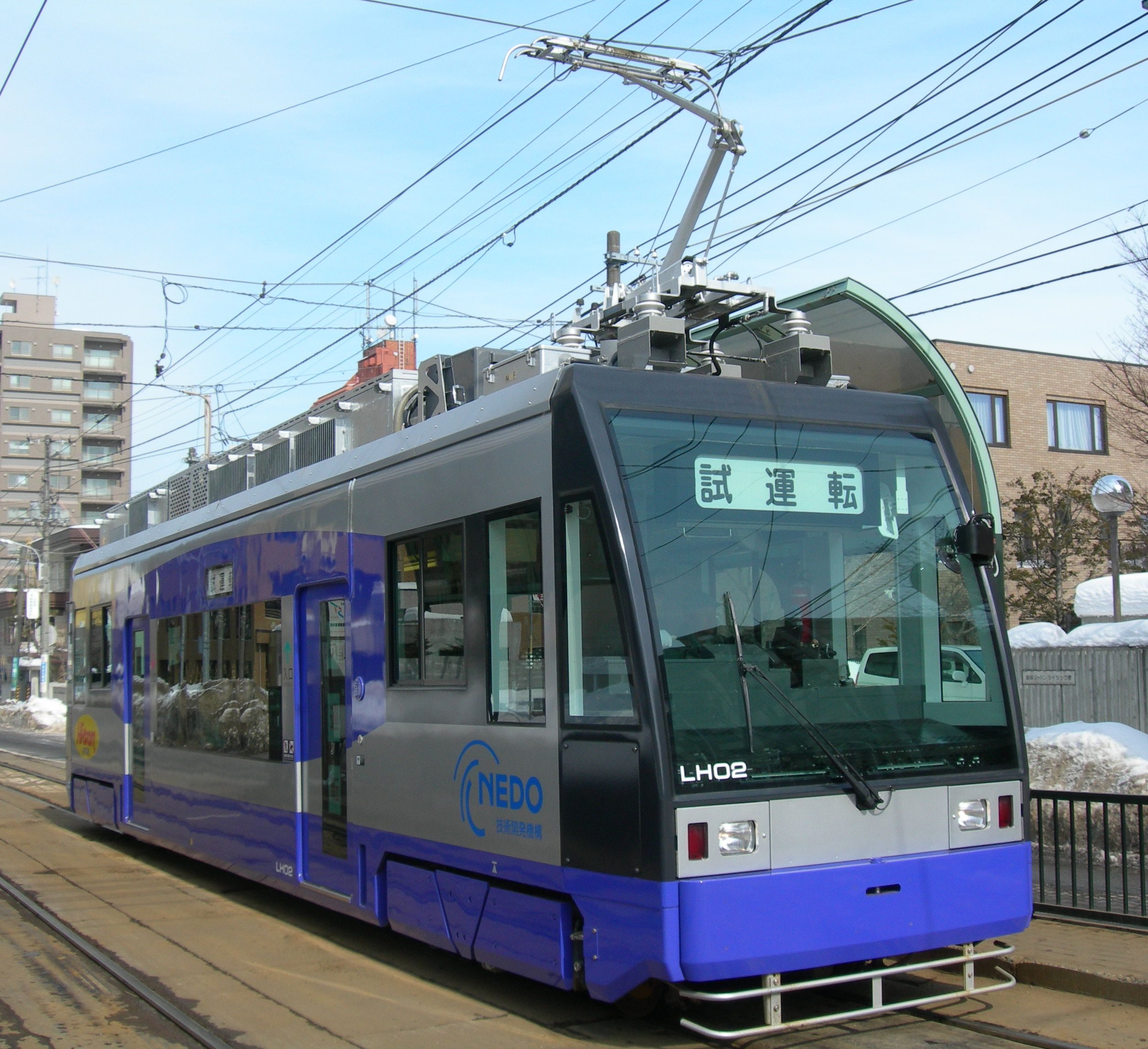
Більш сучасний рухомий склад
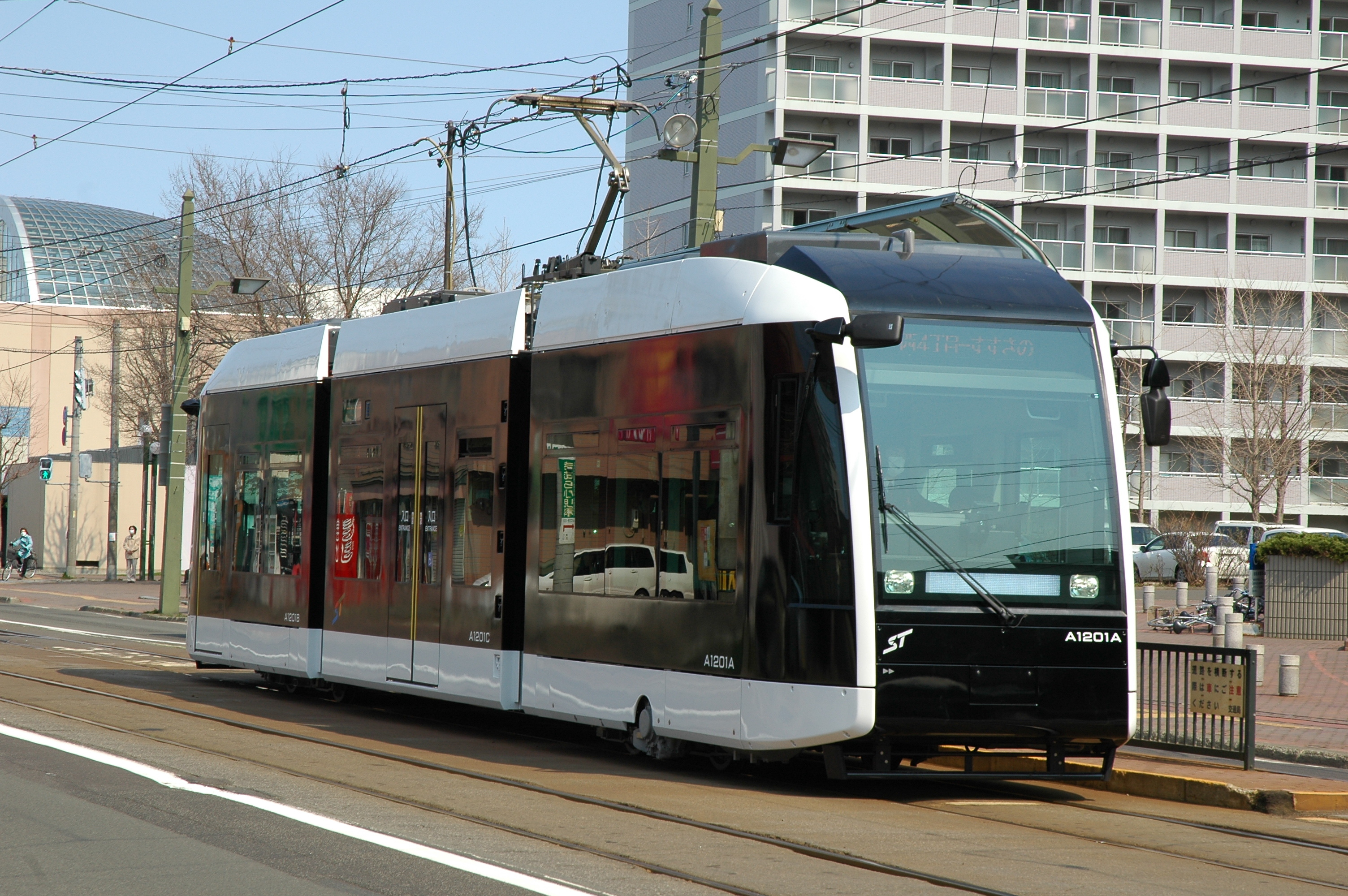
Little Dancer Ua (2013 року випуску)
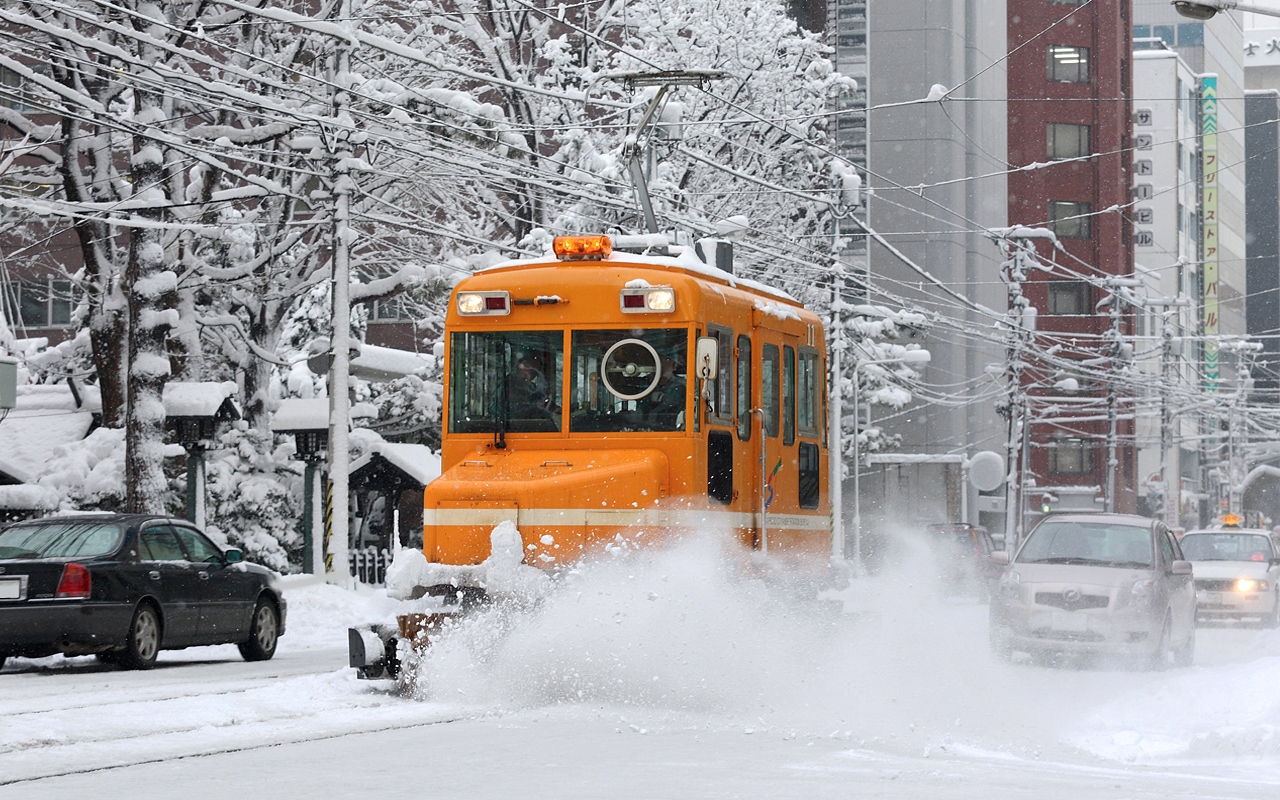
Снігоприбиральний трамвай серії Юкі